# Wolfpack Studios
 (novembre 2019).
Si vous disposez d'ouvrages ou d'articles de référence ou si vous connaissez des sites web de qualité traitant du thème abordé ici, merci de compléter l'article en donnant les références utiles à sa vérifiabilité et en les liant à la section « Notes et références ».
Wolfpack Studios était un studio américain de développement de jeux vidéo fondé en 1999 et basé à Austin au Texas.

## Historique
L'unique production du studio a été le MMORPG Shadowbane, accompagné de ses deux extensions. Le titre a été lancé en mars 2003. La société et sa propriété intellectuelle sont acquises par Ubisoft le 1er mars 2004.
À la suite de ce rachat, le service en ligne migre vers une nouvelle direction et équipe de développement, dirigées par Frank Lucero et Ala Diaz. Cette équipe se fragmentera ensuite pour devenir Stray Bullet Games en juin 2006 avec Mark Nuasha comme dirigeant.